# روبرت فرنسيس بيكهام
روبرت فرنسيس بيكهام (بالإنجليزية: Robert Francis Peckham)‏ هو محامي وقاضي أمريكي، ولد في 3 نوفمبر 1920 في سان فرانسيسكو في الولايات المتحدة، وتوفي في 16 فبراير 1993.